# Campionati del mondo di triathlon del 2019 - Montréal
La quinta gara della serie dei Campionati mondiali di triathlon del 2019 si è tenuta a Montréal, Canada in data 29 giugno 2019.

## Risultati

### Élite uomini
| Pos. | Atleta                      | Paese                                                            | Nuoto    | Bici     | Corsa    | Totale   |
| ---- | --------------------------- | ---------------------------------------------------------------- | -------- | -------- | -------- | -------- |
|      | Jelle Geens                 | Belgio                                                           | 00:09:08 | 00:28:31 | 00:14:23 | 00:53:49 |
|      | Mario Mola                  | Spagna                                                           | 00:09:08 | 00:28:38 | 00:14:23 | 00:53:50 |
|      | Tyler Mislawchuk            | Canada                                                           | 00:09:03 | 00:28:42 | 00:14:29 | 00:53:53 |
| 4    | Richard Murray              | Sudafrica                                                        | 00:09:27 | 00:28:15 | 00:14:36 | 00:53:58 |
| 5    | Kristian Blummenfelt        | Norvegia                                                         | 00:09:13 | 00:28:30 | 00:14:38 | 00:54:02 |
| 6    | Fernando Alarza             | Spagna                                                           | 00:09:11 | 00:28:34 | 00:14:38 | 00:54:05 |
| 7    | Matthew Hauser              | Australia                                                        | 00:08:55 | 00:28:49 | 00:14:45 | 00:54:09 |
| 8    | Bence Bicsák                | Ungheria                                                         | 00:09:00 | 00:28:44 | 00:14:49 | 00:54:16 |
| 9    | Javier Gomez Noya           | Spagna                                                           | 00:09:02 | 00:28:45 | 00:14:57 | 00:54:24 |
| 10   | Jacob Birtwhistle           | Australia                                                        | 00:09:21 | 00:28:24 | 00:15:03 | 00:54:31 |
| 11   | Jonas Schomburg             | Germania                                                         | 00:08:58 | 00:28:44 | 00:15:15 | 00:54:35 |
| 12   | Seth Rider                  | Stati Uniti                                                      | 00:09:10 | 00:28:37 | 00:15:18 | 00:54:42 |
| 13   | Shachar Sagiv               | Israele                                                          | 00:09:07 | 00:28:41 | 00:15:13 | 00:54:42 |
| 14   | Gustav Iden                 | Norvegia                                                         | 00:09:24 | 00:28:46 | 00:14:52 | 00:54:43 |
| 15   | Antonio Serrat Seoane       | Spagna                                                           | 00:09:09 | 00:28:41 | 00:15:16 | 00:54:46 |
| 16   | Stefan Zachäus              | Lussemburgo                                                      | 00:09:12 | 00:28:31 | 00:15:23 | 00:54:48 |
| 17   | Tony Smoragiewicz           | Stati Uniti                                                      | 00:09:22 | 00:28:21 | 00:15:21 | 00:54:52 |
| 18   | Simon Viain                 | Francia                                                          | 00:09:25 | 00:28:22 | 00:15:24 | 00:54:54 |
| 19   | Andrea Salvisberg           | Svizzera                                                         | 00:09:01 | 00:28:46 | 00:15:29 | 00:54:57 |
| 20   | Henri Schoeman              | Sudafrica                                                        | 00:08:50 | 00:28:49 | 00:15:36 | 00:54:58 |
| 21   | João Silva                  | Portogallo                                                       | 00:09:07 | 00:28:39 | 00:15:32 | 00:55:06 |
| 22   | Richard Varga               | Slovacchia                                                       | 00:08:52 | 00:28:49 | 00:15:44 | 00:55:13 |
| 23   | Ben Kanute                  | Stati Uniti                                                      | 00:08:56 | 00:28:48 | 00:15:54 | 00:55:22 |
| 24   | Lasse Lührs                 | Germania                                                         | 00:09:21 | 00:28:18 | 00:16:02 | 00:55:30 |
| 25   | Sylvain Fridelance          | Svizzera                                                         | 00:09:21 | 00:28:24 | 00:16:04 | 00:55:34 |
| 26   | Irving Perez                | Messico                                                          | 00:09:13 | 00:28:39 | 00:16:00 | 00:55:35 |
| 27   | William Huffman             | Stati Uniti                                                      | 00:08:58 | 00:28:50 | 00:16:13 | 00:55:46 |
| 28   | Florin Salvisberg           | Svizzera                                                         | 00:09:14 | 00:28:33 | 00:16:20 | 00:55:52 |
| 29   | Thomas Bishop               | Regno Unito                                                      | 00:09:15 | 00:29:09 | 00:15:39 | 00:55:54 |
| 30   | Danilo Pimentel             | Brasile                                                          | 00:09:09 | 00:28:39 | 00:16:23 | 00:56:01 |
| 31   | Luciano Taccone             | Argentina                                                        | 00:09:35 | 00:29:21 | 00:15:37 | 00:56:13 |
| 32   | Casper Stornes              | Norvegia                                                         | 00:09:20 | 00:29:27 | 00:15:44 | 00:56:21 |
| 33   | Reinaldo Colucci            | Brasile                                                          | 00:09:30 | 00:29:20 | 00:15:53 | 00:56:28 |
| 34   | Brandon Copeland            | Australia                                                        | 00:09:19 | 00:29:10 | 00:16:19 | 00:56:33 |
| 35   | Roee Zuaretz                | Israele                                                          | 00:09:26 | 00:29:05 | 00:16:22 | 00:56:38 |
| 36   | Alexis Lepage               | Canada                                                           | 00:09:02 | 00:30:29 | 00:15:25 | 00:56:39 |
| 37   | Matthew Sharpe              | Canada                                                           | 00:09:17 | 00:30:13 | 00:15:26 | 00:56:40 |
| 38   | Gábor Faldum                | Ungheria                                                         | 00:09:28 | 00:29:24 | 00:16:05 | 00:56:40 |
| 39   | Rodrigo Gonzalez            | Messico                                                          | 00:09:32 | 00:30:31 | 00:15:04 | 00:56:45 |
| 40   | Crisanto Grajales           | Messico                                                          | 00:09:17 | 00:30:38 | 00:15:32 | 00:57:15 |
| 41   | Kevin McDowell              | Stati Uniti                                                      | 00:09:21 | 00:30:40 | 00:15:35 | 00:57:21 |
| 42   | Felix Duchampt              | (EN) ITU- Recommendation, International Telecommunication Union. | 00:09:31 | 00:30:31 | 00:15:45 | 00:57:26 |
| 43   | Manoel Messias              | Brasile                                                          | 00:09:27 | 00:30:30 | 00:16:01 | 00:57:45 |
| 44   | Michael Lori                | Canada                                                           | 00:09:15 | 00:30:18 | 00:16:40 | 00:57:54 |
| 45   | Russell White               | Irlanda                                                          | 00:09:02 | 00:30:26 | 00:16:40 | 00:57:59 |
| 46   | Diogo Sclebin               | Brasile                                                          | 00:09:28 | 00:30:32 | 00:16:25 | 00:58:13 |
| 47   | Matthew Roberts             | Australia                                                        | 00:09:21 | 00:30:32 | 00:16:59 | 00:58:44 |
| 48   | Miguel Angel Márquez Alemán | Messico                                                          | 00:09:31 | 00:32:31 | 00:16:07 | 00:59:52 |

### Élite donne
| Pos. | Atleta                | Paese       | Nuoto    | Bici     | Corsa    | Totale   |
| ---- | --------------------- | ----------- | -------- | -------- | -------- | -------- |
|      | Katie Zaferes         | Stati Uniti | 00:09:20 | 00:30:10 | 00:16:58 | 00:58:15 |
|      | Georgia Taylor-Brown  | Regno Unito | 00:09:28 | 00:30:00 | 00:17:07 | 00:58:26 |
|      | Jessica Learmonth     | Regno Unito | 00:09:17 | 00:30:10 | 00:17:29 | 00:58:49 |
| 4    | Alice Betto           | Italia      | 00:09:25 | 00:30:03 | 00:17:38 | 00:58:57 |
| 5    | Taylor Knibb          | Stati Uniti | 00:09:26 | 00:29:54 | 00:18:00 | 00:59:24 |
| 6    | Claire Michel         | Belgio      | 00:09:43 | 00:30:48 | 00:17:10 | 00:59:35 |
| 7    | Emma Jackson          | Australia   | 00:09:32 | 00:30:55 | 00:17:09 | 00:59:38 |
| 8    | Annamaria Mazzetti    | Italia      | 00:09:50 | 00:30:42 | 00:17:21 | 00:59:41 |
| 9    | Jaz Hedgeland         | Australia   | 00:09:38 | 00:30:48 | 00:17:26 | 00:59:45 |
| 10   | Rachel Klamer         | Paesi Bassi | 00:09:33 | 00:30:48 | 00:17:33 | 00:59:51 |
| 11   | Verena Steinhauser    | Italia      | 00:09:45 | 00:30:45 | 00:17:39 | 01:00:01 |
| 12   | Joanna Brown          | Canada      | 00:09:41 | 00:30:46 | 00:17:43 | 01:00:05 |
| 13   | Jodie Stimpson        | Regno Unito | 00:09:43 | 00:30:44 | 00:17:54 | 01:00:14 |
| 14   | Maya Kingma           | Paesi Bassi | 00:09:15 | 00:30:09 | 00:19:01 | 01:00:21 |
| 15   | Chelsea Burns         | Stati Uniti | 00:09:39 | 00:30:49 | 00:18:16 | 01:00:39 |
| 16   | Vendula Frintova      | Rep. Ceca   | 00:09:42 | 00:32:20 | 00:17:01 | 01:00:55 |
| 17   | Carolina Routier      | Spagna      | 00:09:26 | 00:31:02 | 00:18:33 | 01:00:59 |
| 18   | Ai Ueda               | Giappone    | 00:10:15 | 00:31:51 | 00:17:01 | 01:01:01 |
| 19   | Vittoria Lopes        | Brasile     | 00:09:15 | 00:30:49 | 00:19:04 | 01:01:05 |
| 20   | Jolanda Annen         | Svizzera    | 00:10:10 | 00:31:55 | 00:17:32 | 01:01:25 |
| 21   | Ashleigh Gentle       | Australia   | 00:10:07 | 00:31:54 | 00:17:57 | 01:01:50 |
| 22   | Luisa Baptista        | Brasile     | 00:10:15 | 00:32:50 | 00:16:58 | 01:02:02 |
| 23   | Charlotte McShane     | Australia   | 00:09:56 | 00:32:04 | 00:18:12 | 01:02:05 |
| 24   | Adriana Barraza       | Messico     | 00:09:48 | 00:32:12 | 00:18:06 | 01:02:08 |
| 25   | Cecilia Perez         | Messico     | 00:09:47 | 00:32:17 | 00:18:17 | 01:02:18 |
| 26   | Edda Hannesdottir     | Islanda     | 00:09:26 | 00:32:32 | 00:18:28 | 01:02:27 |
| 27   | Lizeth Rueda Santos   | Messico     | 00:09:41 | 00:32:22 | 00:18:47 | 01:02:44 |
| 28   | Tamara Gorman         | Stati Uniti | 00:09:26 | 00:32:55 | 00:18:51 | 01:03:10 |
| 29   | Claudia Rivas         | Messico     | 00:10:01 | 00:32:00 | 00:19:37 | 01:03:39 |
| 30   | Tamsyn Moana-Veale    | Australia   | 00:09:36 | 00:32:25 | 00:20:23 | 01:04:20 |
| 31   | Gillian Sanders       | Sudafrica   | 00:10:29 | 00:35:13 | 00:19:21 | 01:07:01 |
| 32   | Jessica Romero Tinoco | Messico     | 00:10:18 | 00:36:03 | 00:19:17 | 01:07:32 |